# Riche
Riche település Franciaországban, Moselle megyében. Lakosainak száma 184 fő (2022. január 1.). Riche Conthil, Haboudange, Morhange, Pévange és Sotzeling községekkel határos.

## Népesség
A település népessége az elmúlt években az alábbi módon változott:
| Lakosok száma | 166  | 181  | 215  | 201  | 180  | 187  | 188  | 187  | 187  | 184  |
|               | 1968 | 1982 | 1990 | 2006 | 2013 | 2015 | 2017 | 2019 | 2020 | 2022 |